# Sângeorgiu de Mureș
Sângeorgiu de Mureș (in ungherese Marosszentgyörgy, in tedesco Sankt Georgen) è un comune della Romania di 8592 abitanti, ubicato nel distretto di Mureș, nella regione storica della Transilvania. 
Il comune è formato dall'unione di 3 villaggi: Cotuș, Sângeorgiu de Mureș, Tofalău.